# Thomas Linke
Thomas Linke (Sömmerda, República Democrática Alemana, 26 de diciembre de 1969) es un exfutbolista alemán. Se desempeñaba en la posición de defensa.

## Selección nacional
Fue internacional con la selección de fútbol de Alemania en 43 ocasiones y marcó 1 gol. Debutó el 15 de noviembre de 1997, en un encuentro amistoso ante la selección de Sudáfrica que finalizó con marcador de 3-0 a favor de los alemanes.

### Participaciones en Copas del Mundo
| Mundial                        | Sede                  | Resultado  |
| ------------------------------ | --------------------- | ---------- |
| Copa Mundial de Fútbol de 2002 | Corea del Sur y Japón | Subcampeón |

### Participaciones en Eurocopas
| Eurocopa      | Sede                   | Resultado    |
| ------------- | ---------------------- | ------------ |
| Eurocopa 2000 | Bélgica y Países Bajos | Primera fase |

### Participaciones en Copas FIFA Confederaciones
| Eurocopa                       | Sede   | Resultado    |
| ------------------------------ | ------ | ------------ |
| Copa FIFA Confederaciones 1999 | México | Primera fase |

## Clubes
| Club              | País     | Año       |
| ----------------- | -------- | --------- |
| Rot-Weiß Erfurt   | Alemania | 1988-1992 |
| Schalke 04        | Alemania | 1992-1998 |
| Bayern Múnich     | Alemania | 1998-2005 |
| Red Bull Salzburg | Austria  | 2005-2007 |
| Bayern Múnich II  | Alemania | 2007-2008 |

## Palmarés

### Títulos nacionales
| Título                      | Club              | País     | Año  |
| --------------------------- | ----------------- | -------- | ---- |
| Copa de la Liga de Alemania | Bayern Múnich     | Alemania | 1998 |
| Bundesliga                  | Bayern Múnich     | Alemania | 1999 |
| Copa de la Liga de Alemania | Bayern Múnich     | Alemania | 1999 |
| Bundesliga                  | Bayern Múnich     | Alemania | 2000 |
| Copa de Alemania            | Bayern Múnich     | Alemania | 2000 |
| Copa de la Liga de Alemania | Bayern Múnich     | Alemania | 2000 |
| Bundesliga                  | Bayern Múnich     | Alemania | 2001 |
| Bundesliga                  | Bayern Múnich     | Alemania | 2003 |
| Copa de Alemania            | Bayern Múnich     | Alemania | 2003 |
| Copa de la Liga de Alemania | Bayern Múnich     | Alemania | 2004 |
| Bundesliga                  | Bayern Múnich     | Alemania | 2005 |
| Copa de Alemania            | Bayern Múnich     | Alemania | 2005 |
| Bundesliga                  | Red Bull Salzburg | Austria  | 2007 |

### Títulos internacionales
| Título                | Club          | País     | Año  |
| --------------------- | ------------- | -------- | ---- |
| Copa de la UEFA       | Schalke 04    | Alemania | 1997 |
| Liga de Campeones     | Bayern Múnich | Alemania | 2001 |
| Copa Intercontinental | Bayern Múnich | Alemania | 2001 |